# ورم حبيبي نطافي
الورم الحبيبي النطافي (بالإنجليزية: Sperm granuloma)‏ هي كُتلة من الحيوانات المنوية المُتسربة والتي تظهر على طول الأسهر أو البرخ في الرجال مقطوعي القناة المنوية. تكون هذه الكُتلة مستديرة أو غير مُنتظمة الشكل، ويبلغ قطرها من ملليمتر واحد إلى سنتيمتر واحد أو أكثر، كما تحتوي على كتلةٍ مركزية من الحيوانات المنوية المُتحللة المُحاطة بنسيجٍ يحتوي على أوعيةٍ دموية وخلايا مناعية. قد يكون ظهور هذه الكتلة من غير أعراض أو مع أعراضٍ (أي قد تكون غير مؤلمة أو مؤلمة).
يحدثُ الورم الحبيبي النطافي غالبًا في الرجال مقطوعي القناة المنوية، نتيجةً للضغط الناجم عن تغييرات قطع القناة المنوية.